# Radio Monastir
Radio Monastir (arabe : إذاعة المنستير) est une radio régionale et généraliste tunisienne fondée le 3 août 1977. Elle émet principalement dans la région du centre et du Sahel tunisien.
Arabophone, elle émet en continu depuis septembre 2011, en modulation de fréquence et depuis sept stations couvrant la région du Sahel tunisien, du centre du pays et du cap Bon. Elle émet initialement sur 1521 kHz à partir d'un émetteur de vingt watts (mais ne fonctionnant en réalité qu'à sept watts), puis sur 603 kHz grâce à un émetteur de cent watts. Sa diffusion sur onde moyenne est interrompue en mars 2004.
Émettant à ses débuts depuis le sous-sol du Palais des congrès de Monastir (initialement cinq heures quotidiennes, ramenées à 18 heures en 1980), elle déménage le 12 décembre 1982 à son actuel siège couvrant 3 000 m2 et comprenant cinq studios destinés à la production radiophonique ainsi qu'une unité de production télévisée.
Son personnel se compose de 139 collaborateurs, journalistes et animateurs.